# 6181 Bobweber
6181 Bobweber este un asteroid din centura principală, descoperit pe 6 septembrie 1986, de Eleanor Helin.